# Урало-Монгольский складчатый пояс
Урало-Монгольский (Урало-Охотский, Центрально-Евразийский) складчатый пояс — складчатый пояс, простирающийся от Баренцева и Карского до Охотского и Японского морей и отделяющий Восточно-Европейскую и Сибирскую древние платформы от Таримской и Китайско-Корейской. Площадь более 9 млн км². Возраст пояса начинается c неопротерозоя и заканчивается юрском периодом. Заложился на раздробленной архейско-раннепротерозойской континентальной коре в рифее. Эпоха герцинской складчатости привела к завершению геосинклинального развития, образованию мощной континентальной коры и преобразованию пояса в молодую эпипалеозойскую платформу. В его состав входят складчатые сооружения Новой Земли, Урала, Центрального Казахстана, Тянь-Шаня, Алтая, Саян и Монголии.

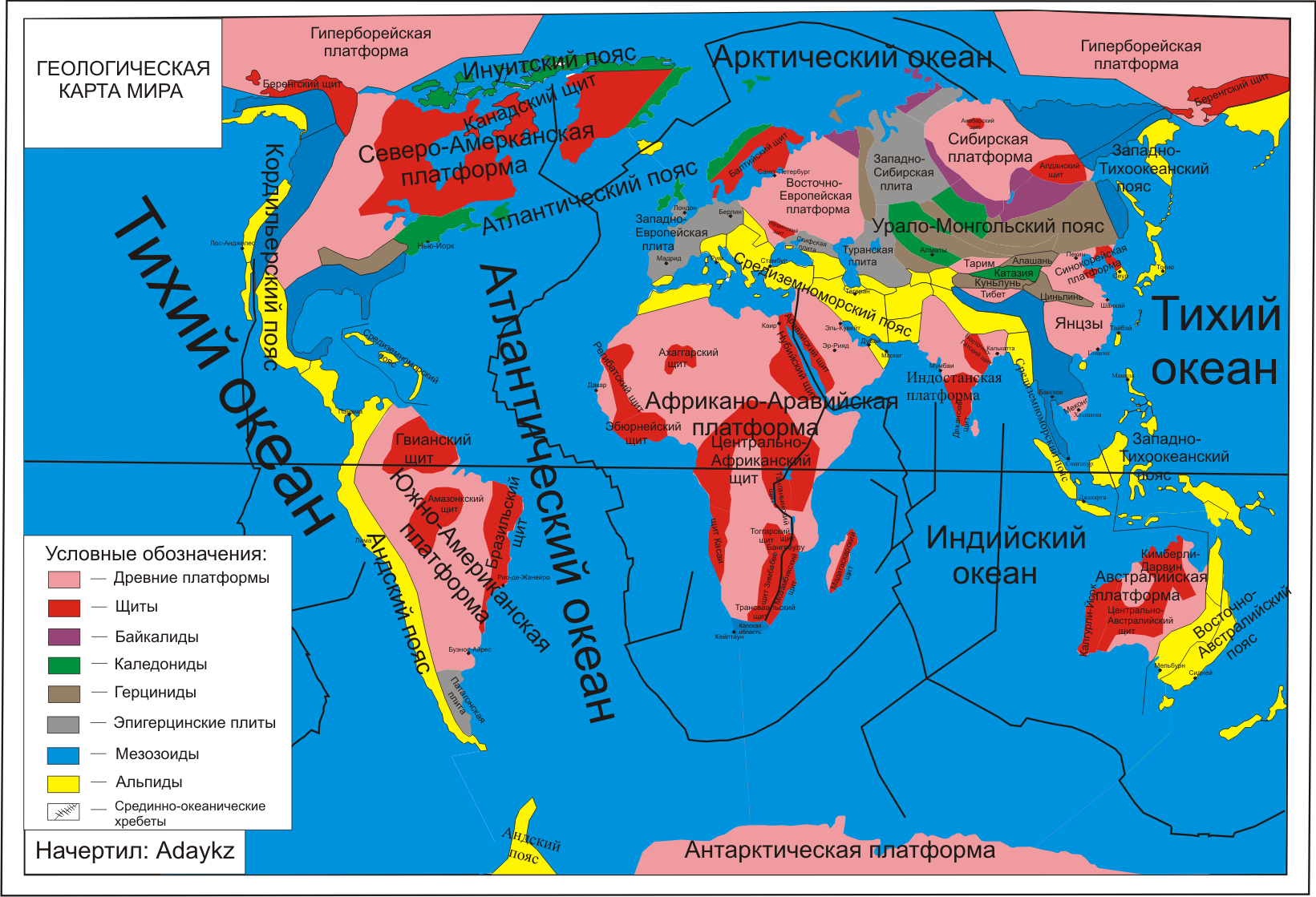
Урало-Монгольский складчатый пояс на карте мира

Урало-Монгольский пояс делится на системы:
- Таймырская;
- Средне-Енисейская (Енисейский кряж);
- Байкало-Патомская;
- Восточно-Саянская;
- Яблоновая;
- Казахстанская;
- Южно-Мангышлакская;
- Алтай-Саянская;
- Джунгаро-Балхашская;
- Южно-Тянь-Шаньская;
- Урало-Новоземельская;
- Обь-Зайсанская;
- Монголо-Охотская.

К Урало-Монгольскому поясу относится эпибайкальская плита:
- Тимано-Печорская.

К Урало-Монгольскому поясу относятся эпигерцинские плиты:
- Западно-Сибирская;
- Туранская (северная и центральная часть);
- Таймырская (Северо-Сибирская).